# コンパス・ポイント・スタジオ

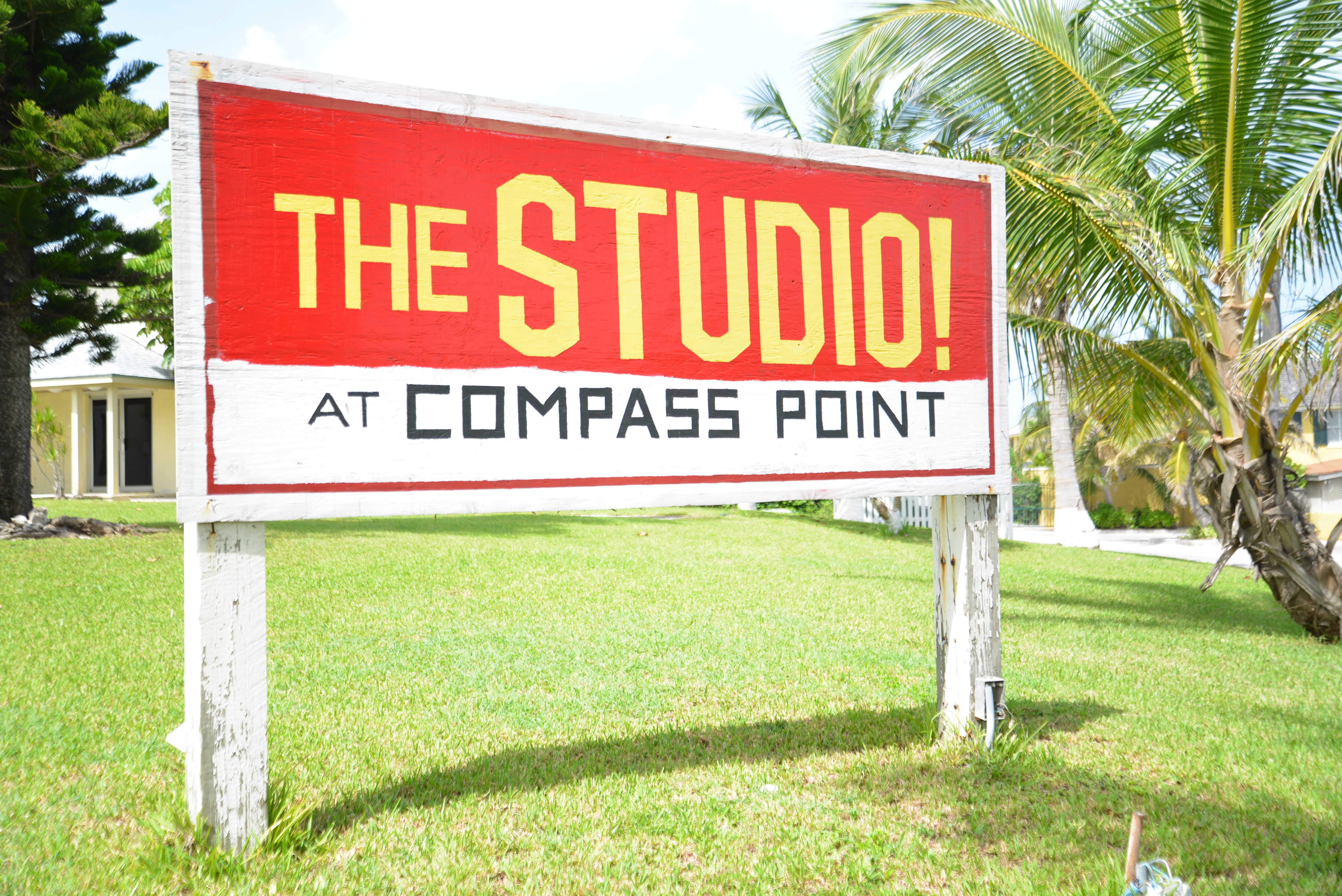
2014年撮影

コンパス・ポイント・スタジオ (Compass Point Studios) はバハマのナッソーにある音楽スタジオである。

## 歴史
コンパス・ポイント・スタジオはアイランド・レコードの設立者、クリス・ブラックウェルによって1977年に建設された。
1970年代末から80年代にかけて、レゲエ、ポストパンク、ニュー・ウェイヴなどを守備範囲とするミュージシャンの作品を数多く録音したが、1987年7月25日にスタジオの主幹プロデューサーで、マネージャーであったアレックス・サドキンが死去すると、徐々に求心力を失い、その活動にも陰りが見えてきた。
1992年、クリスは現状を打開するため、テリー&シェリーのマニング夫妻にマネジメントを任せ、新しいスタッフとともに映像制作などにも乗り出したが、バハマの政治的・社会的問題の影響により2010年9月からスタジオの営業を停止している。

## 主な録音作品
- サード・ワールド - 『華氏96度』 (1977)
- トーキング・ヘッズ - 『モア・ソングス』 (1978)
- EL&P - 『ラヴ・ビーチ』 (1978)
- シン・リジィ - 『ブラック・ローズ』 (1979)
- ABBA - 『ヴーレ・ヴー』 (1979)
- ダイアー・ストレイツ - 『コミュニケ』 (1979)
- B-52's - 『警告! THE B-52'S来襲』 (1979)
- 加藤和彦 - 『パパ・ヘミングウェイ』 (1979)
- ナザレス - 『マリス・イン・ワンダーランド』 (1980)
- グレイス・ジョーンズ - 『ウォーム・レザーレット』 (1980)
- ザ・ローリング・ストーンズ - 『エモーショナル・レスキュー』 (1980)
- AC/DC - 『バック・イン・ブラック』 (1980)
- ロバート・パーマー - 『クルーズ』 (1980)
- デスモンド・デッカー - 『コンパス・ポイント』 (1981)
- エリック・クラプトン - 『アナザー・チケット』 (1981)
- トム・トム・クラブ - 『おしゃべり魔女』 (1981)
- U2 - 『アイリッシュ・オクトーバー』 (1981)
- セルジュ・ゲンスブール - 『星からの悪い知らせ』 (1981)
- グウェン・ガスリー - 『グウェン・ガスリー』 (1982)
- ロキシー・ミュージック - 『アヴァロン』 (1982)
- ブラック・ウフル - 『アンセム』 (1983)
- アイアン・メイデン - 『頭脳改革』 (1983)
- 中森明菜 - 『ANNIVERSARY』 (1984)
- ELO - 『バランス・オブ・パワー』 (1986)
- ジューダス・プリースト - 『ターボ』 (1986)
- シャーデー - 『ストロンガー・ザン・プライド』 (1988)
- 南野陽子 - 『GLOBAL』 (1988)
- ティン・マシーン - 『ティン・マシーン』 (1989)
- 光GENJI - 『Cool Summer』(1990)
- ビョーク - 『ポスト』 (1995)
- 吉田拓郎 - 『Long time no see』 (1995)
- セリーヌ・ディオン - 「オール・バイ・マイセルフ」 (シングル) (1997)
- レニー・クラヴィッツ - 『5』 (1998)
- シャキーラ - 『Fijación Oral, Vol. 1』 (2005)
- アデル - 『19』 (2007)
- ファンキー・ナッソー：コンパス・ポイント・ストーリー 1980-1986 (コンピレーション) (2008)